# Témet

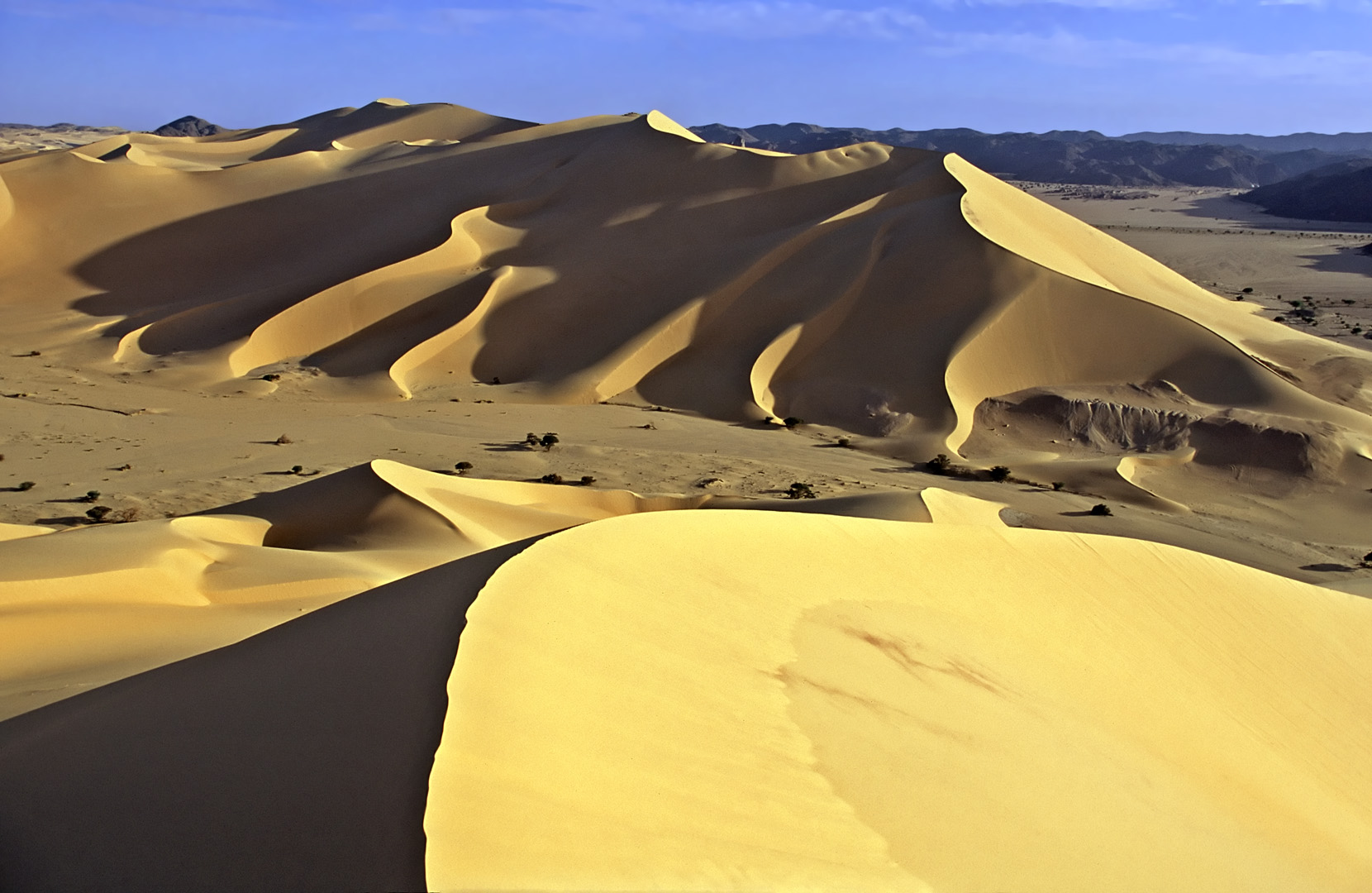
Sanddünen im Tal Témet

Témet ist ein Trockental (kori) in der Region Agadez im afrikanischen Staat Niger.
Das Tal verläuft vom Mont Gréboun (1944 m) im Hochgebirge Aïr in die östlich davon gelegene Wüste Ténéré. In Témet liegen die höchsten Sanddünen der Ténéré, die eine Höhe von 300 Metern erreichen können. Die einzige Wasserquelle im Tal, die in der Trockenzeit oft versiegt, befindet sich im oberen Teil am Mont Gréboun. In regenreichen Jahren kann sich ein See in der Wüste bilden, wobei es bedingt durch die relative Höhe des Tals, welche die extreme Trockenheit der Wüste mildert und zu einem Rückgang der Evaporation führt, zur Herausbildung einer vielfältigen, mediterran anmutenden Flora kommen kann. Im Tal wächst unter anderen Arten auch die Lavendel-Art Lavandula antineae.
Der Name Témet bedeutet „Bündnis“ oder „Verwandtschaft“. In Témet wurden 10.000 Jahre alte Spuren menschlicher Besiedlung aus der Jungsteinzeit gefunden. Das Tal ist Teil des UNESCO-Welterbes Naturreservat Aïr und Ténéré.